# Margalef (kommunhuvudort)
Margalef är en kommunhuvudort i Spanien.   Den ligger i provinsen Província de Tarragona och regionen Katalonien, i den östra delen av landet, 400 km öster om huvudstaden Madrid. Margalef ligger 387 meter över havet och antalet invånare är 128.
Terrängen runt Margalef är huvudsakligen kuperad, men norrut är den platt. Runt Margalef är det glesbefolkat, med 18 invånare per kvadratkilometer. Närmaste större samhälle är Flix, 18,0 km väster om Margalef. 